# When She Loved Me
When She Loved Me ist ein von Randy Newman für Toy Story 2 (1999) geschriebener Filmsong, der von Sarah McLachlan gesungen wird. Das Lied wurde mit einem Grammy Award und einem Satellite Award bedacht und war 2000 für den Oscar für den besten Filmsong nominiert.

## Veröffentlichung
Mit dem Lied erinnert sich die Cowgirl-Puppe Jessie, wie ihre Besitzerin Emily erwachsen wurde und sie zurückließ. When She Loved Me hilft dabei Jessie von einer komischen Nebenfigur zu einer tragischen Figur zu entwickeln.
When She Loved Me ist das zweite Stück auf dem Album mit dem offiziellen Soundtrack zu Toy Story 2.
Die Single erschien 1999 bei Walt Disney Records. Sarah McLachlan nahm das Lied in ihre 2008 erschienene Kompilation Rarities, B-Sides and Other Stuff, Volume 2 auf.

## Ehrungen
Das Lied wurde 2000 bei den Satellite Awards als bestes Filmlied ausgezeichnet.
Bei den Grammy Awards 2001 wurde Randy Newman für When She Loved Me mit dem Grammy Award for Best Song Written für a Motion Picture, Television or Other Visual Media ausgezeichnet.
Das Lied wurde 2000 für den Oscar für den besten Filmsong nominiert, die Auszeichnung ging aber an Phil Collins You’ll Be in My Heart aus Tarzan. Diese Nominierung ist Teil der Serie von Oscar-Nominierungen für Newman für die Filmsongs von Toy Story, Toy Story 2, Toy Story 3 und Toy Story 4 und eine von zahlreichen Oscarnominierungen für Randy Newman. When She Loved Me war 2000 auch für einen Golden Globe Award für den besten Filmsong nominiert.

## Coverversion
Für die deutschsprachige Version des Films schrieb Collin McMahon den deutschen Liedtext des Liedes unter dem Titel Als mich jemand liebte, die von Ricarda Kinnen gesungen wurde.